# بيتر تاونسند بارلو
بيتر تاونسند بارلو (بالإنجليزية: Peter Townsend Barlow)‏ هو محامي أمريكي، ولد في 21 يوليو 1857 في نيويورك في الولايات المتحدة، وتوفي في 9 مايو 1921 في شيكاغو في الولايات المتحدة.